# Gabinete Herriot II
O Gabinete Herriot II foi o ministério formado por Édouard Herriot em 19 de julho de 1926 e dissolvido em 21 de julho do mesmo ano. Foi o 78º gabinete da Terceira República Francesa, sendo antecedido pelo Gabinete Briand X e sucedido pelo Gabinete Poincaré IV.

## Contexto
Os socialistas não perdoaram Édouard Herriot por ter participado da queda do décimo governo de Aristide Briand (um republicano-socialista). Eles, por sua vez, se recusaram a dar um voto de confiança ao novo governo, que teve de renunciar poucas horas após sua nomeação. Nesse contexto, os radicais se uniram à direita, e os socialistas da Seção Francesa da Internacional Operária (SFIO) entraram na oposição, marcando o fim do "Cartel das Esquerdas".
Herriot foi então substituído por um gabinete liderado por Raymond Poincaré, o primeiro governo duradouro da França desde 1924.

## Composição
- Presidente da República: Gaston Doumergue
- Presidente do Conselho de Ministros: Édouard Herriot
- Ministro dos Estrangeiros: Édouard Herriot
- Ministro da Justiça: Maurice Colrat
- Ministro do Interior: Camille Chautemps
- Ministro da Guerra: Paul Painlevé
- Ministro das Finanças: Anatole de Monzie
- Ministro da Marinha: René Renoult
- Ministro da Instrução Pública e Belas Artes: Édouard Daladier
- Ministro das Obras Públicas: André Hesse
- Ministro da Agricultura: Henri Queuille
- Ministro do Comércio e Indústria: Louis Loucheur
- Ministro das Colônias: Adrien Dariac
- Ministro do Trabalho, Higiene, Assistência e Segurança Social: Louis Pasquet
- Ministro das Pensões: Georges Bonnet